# Sumitra Peries
Sumitra Gunawardena-Peries (24 mars 1935 - 19 janvier 2023) est une cinéaste srilankaise. Elle est la première femme réalisatrice du Sri Lanka, où elle est surnommée la « poétesse du cinéma cinghalais ». Elle a occupé le poste d'ambassadrice du Sri Lanka en France (1995 - 1999). Elle était mariée au réalisateur srilankais le plus prolifique, Lester James Peries. Ses films comptent aujourd'hui parmi les classiques des écrans singhalais.

## Biographie
Première technicienne de cinéma du Sri Lanka, elle sort diplômée de la London School of Film Technique en 1959. Elle rejoint l'équipe de Lester James Peries comme assistante-réalisatrice sur le second film de ce dernier, Le Message (සංදේශය / saṁdēśaya). Elle épousera Lester James Peries quatre ans plus tard.
Au début des années 1970, elle suit un stage de montage à Paris et travaille comme monteuse jusqu'en 1978, année de ses débuts comme réalisatrice.
Elle est la première femme à réaliser des films srilankais au Sri Lanka, en signant coup sur coup les énormes succès Les Filles en 1978 et Au Bord de la rivière en 1980. Ses films abordent plus particulièrement la question des femmes et donnent une autre vision de la société srilankaise.
À la fin des années 1990, Sumitra Peries devient ambassadrice extraordinaire et plénipotentiaire du Sri Lanka en France et en Espagne, ainsi qu'auprès de l'UNESCO,.
Elle meurt dans un hôpital privé de Colombo le 19 janvier 2023, à l'âge de 87 ans.

## Filmographie

### Monteuse
- 1964 : Changement au village (ගම්පෙරළිය / gamperaḷiya[4]) de Lester James Peries
- 1966 : Entre deux mondes (en) (දෙලොවක් අතර / delovak atara)
- 1971 : Bakmaha dīgē (බක්මහ දීගේ)[5]
- 1975 : Le Tombeau du Maharadja (en) (The God King)
- 1976 : L'Île enchantée (en) (මඩොල් දූව / Madol Duwa)
- 1978 : Des fleurs blanches pour les morts (en) (අහසින් පොළවට / Ahasin poḷavaṭa)

### Réalisatrice
- 1978 : Les Filles (ගැහැනු ළමයි / gæhænu ḷamayi)[6]
- 1980 : Au Bord de la rivière (si) (ගඟ අද්දර / Gan̆ga addara)
- 1982 : Yahaḷu yeheḷi (යහළු යෙහෙළි)
- 1984 : L'Illusion (si) (මායා / māyā)
- 1988 : Une lettre écrite sur le sable (සාගර ජලය මදි හැඬුවා ඔබ හන්දා / sāgara jalaya madi hæn̆ḍuvā oba handā)[7],[8]
- 1993 : La Sœur aînée (ලොකු දුව / Loku duva)[9]
- 1997 : La Mère seule (දුවට මවක මිස / duvaṭa mavaka misa)
- 2003 : Le Jardin (en) (සක්මන් මළුව / Sakman Maluwa)
- 2009 : Yahaḷuvō (යහළුවෝ)
- 2018 : Les Déesses (en) (වෛෂ්ණාවී / Vaiṣṇāvī)

## Décorations
- 2005 : Le titre de kalā kīrti (en) par le gouvernement du Sri Lanka[10]
- 2021 : Ruban d'or et d'argent de l'Ordre du Soleil levant, par le gouvernement du Japon[11]